# Gotlands-Posten
Gotlands-Posten var en dagstidning på Gotland som utgavs från 1891 till 1936.
Tidningen startades av N.P. Palmqvist, och trycktes från början vid Ekblads tryckeri i Västervik men började snart tryckas i Visby och 1893 införskaffades ett eget tryckeri. Till en början skiftade chefredaktörerna snabbt. Palmqvist ersattes redan första året av först A. Hedlund och därefter av E. Runfeldt, som förblev chefredaktör till 1892, av J.E. Kvist 1892–1895 och O.E. Jakobsson 1895–1896. Därefter blev L.E. Larson, som var en ivrig nykterhetskämpe, chefredaktör till 1930. Åren 1930–1933 var Mauritz Enander, 1933–1935 Herman Cederblad och sedan åter Valton Johansson 1935–1936 chefredaktörer. Minskat läsarunderlag och ökad konkurrens från Gotlands Folkblad, Gotlänningen och Gotlands Allehanda gjorde att tidningen lades ned den 31 december 1936.